# Coelichneumon maurus
Coelichneumon maurus là một loài tò vò trong họ Ichneumonidae.